# Fandango

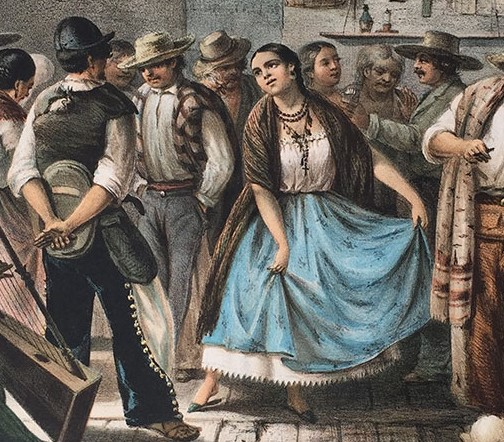
Un fandango. Gemälde von Casimiro Castro und J. Campillo, Mexiko. 19. Jahrhundert

Der Fandango ist ein spanischer Singtanz, dessen Ursprung in Amerika vermutet wird. Schwarzafrikanischen Ursprungs gelangte er im Rahmen der Sklavenwirtschaft über südamerikanische Kolonien nach Spanien. Der Fandango ist zudem eine Flamencogattung.

## Geschichte

### Überblick
Der Fandango war im 18. Jahrhundert in Spanien äußerst beliebt:

“Lo bailaba el pueblo, la bailaron los gitanos, lo bailaron las clases altas, y, ¡cómo no!, lo bailaron los cómicos y los boleros en las academias de baile y en los teatros.”

„Das Volk tanzte ihn, die Gitanos tanzten ihn, es tanzte ihn die Oberschicht, und, selbstverständlich! – es tanzten ihn die Komödianten und die Boleros in den Tanzakademien und Theatern.“

Im 19. Jahrhundert entwickelte sich der Fandango in Andalusien einerseits zu einer Form des Flamenco, einem seiner Palos, die sich wiederum in drei Untergruppen aufteilen lässt. Auf der anderen Seite blieb der Fandango popular der klassischen Dur-Moll-Tonalität und den klassischen gebundenen Dreierrhythmen verhaftet.
In der ersten Hälfte des 20. Jahrhunderts förderte die Ópera Flamenca einen Popularitätsschub des Fandango, der jedoch von Verfechtern des „reinen“ Flamenco kritisch gesehen wird. Heute hat der Fandango seinen festen Platz im Kanon der Palos des Flamenco und wird bei zwölf Zählzeiten auf den Schlägen 1, 4, 7 und 10 akzentuiert.

### Die Ursprünge
Das Wort Fandanguero (heute Bezeichnung für einen Flamencomusiker, der Spezialist für fandangos ist) ist seit 1464 in Jerez de la Frontera nachgewiesen. Es bezeichnete Sklaven, die Tänze und nächtlichen Tumult veranstalteten. Die Bezeichnung Fandango für einen Tanz kam jedoch wahrscheinlich erst im letzten Drittel des 17. Jahrhunderts auf. Erste schriftliche Erwähnungen finden sich in Theaterstücken; möglicherweise die älteste davon im Kurzstück El alcalde nuevo von 1680. Darin spielt der Bürgermeister einen Fandango auf der Gitarre.
Die Herkunft ist unklar. Die älteste musikalische Quelle von 1705 (eine Melodie im Libro de diferentes cifras de guitarra) bezeichnet ihn als einen „indianischen“ Tanz. Auch das Diccionario de Autoridades von 1737 nennt die spanischen Besitzungen in Amerika als Herkunftsregion. Étienne-François de Lantier schrieb in seinem spanischen Reisebericht, dass er von einigen gehört habe, der Tanz stamme aus Havanna. 1774 bezeichnete ihn der britische Offizier W. Dalrymple in seinem Reisebericht als einen lasziven Tanz, den man im Anschluss an ein Komödienschauspiel tanze. Er stamme aus Westindien. Eine Zeile später vermutet er jedoch Westafrika als Herkunftsregion: er habe in Marokko schwarze Soldaten des dortigen Kaisers sehr ähnlich tanzen sehen; mit Kastagnetten in den Händen. 1782 bezeichnete ihn Fray Íñigo Abbad y Lasierra als Tanz der Schwarzen in Puerto Rico. Der Franzose Moreau de Saint-Méry verglich ihn 1789 mit einem Tanz namens La Chica und meinte, der Fandango sei im Grunde dasselbe, nur etwas weiter entwickelt.
Geografisch verbreitete sich der Fandango im 17. Jahrhundert über die gesamte iberische Halbinsel, einschließlich Portugal und Galicien, und die balearischen Inseln.

### Der Fandango im 18. Jahrhundert
Die meisten Beschreibungen aus jener Zeit schildern ihn als äußerst unzüchtig. So beschrieb ihn der Dekan Martín von Alicante 1712 in einem viel gelesenen Text als Paartanz von Mann und Frau:

“Los cuerpos se mueven al son de las cadencias de la musica, con todas las excitaciones de la pasión, con movimientos en extremos voluptuosos, taconeos, miradas, saltos, todas las figuras rebosantes de lascivas intenciones.”

„Die Körper bewegen sich zum Klang der Kadenzen der Musik, mit aller leidenschaftlichen Erregung, in extrem wollüstigen Bewegungen, mit Fußstampfen, Blicken, Sprüngen, mit allen von lasziven Absichten strotzenden Figuren.“

Pedro Augustín Caron nannte ihn 1764 in einem Brief an den Duc de la Valliere einen obszönen Tanz. Eine anonyme Schrift von 1765 über den politischen und moralischen Zustand Spaniens nennt seine Bewegungen „sehr lasziv und wenig schicklich“; im gleichen Sinne schrieb auch Gustavo Felipe Creutz im selben Jahr.
Lantier beschrieb den Tanz in seinem oben erwähnten Reisebericht folgendermaßen: „Die Tänzerinnen begeben sich sofort auf die Straße, einige mit Kastagnetten, andere mit den Fingern schnipsend, um den Klang nachzuahmen; die Frauen strahlen vor allem Hingabe, Leichtigkeit, Flexibilität ihrer Bewegungen und Begehren aus; sie nehmen den Rhythmus achtsam auf, schlagen den Boden mit ihren Füßen; die beiden Tanzenden nähern sich einander, flüchten voreinander, verfolgen einander (…) Die Liebenden scheinen sich gleich in den Arm zu fallen; doch plötzlich hört die Musik auf, und die Kunst des Tänzers erfordert, unbeweglich zu verharren. Wenn der Fandango wieder einsetzt, erwacht er jedoch wieder zum Leben. Schließlich füllen die Gitarre, die Violinen, das Fußstampfen, das Klappern der Kastagnetten und das Schnappen der Finger, die lebhaften und sinnlichen Bewegungen der Tänzer, die Schreie, der Applaus der Zuschauer, die Versammlung mit Trunkenheit, mit Freude, mit dem Rausch des Vergnügens.“
Auch im Theater war der Fandango im ganzen 18. Jahrhundert beliebt. Richard Twiss schrieb in einem Reisebericht von 1772 von einer Theaterdarbietung in Cádiz. Die Schauspieler seien mäßig gewesen; die Zwischenspiele mit Fandangos und Tonadillas hingegen unterhaltsam. Der Ruf des Fandango pflanzte sich auch über die Grenzen Spaniens hinaus fort. Als der Comte de Artois 1782 in diplomatischer Mission in Madrid war, wurde er gefragt, an welchen Festlichkeiten er gerne teilnehmen wollte. Er antwortete, dass er gerne eine Fandango-Tanzdarbietung sehen würde. Gegen Ende des Jahrhunderts beeinflusste der Fandango auch die französische Tanzmusik, wie sich beispielsweise im minué afandangdo zeigt, das Juliana Romero und Manuel Barcia 1800 interpretierten. Gleichzeitig entwickelte er sich zu einem Tanz mit „Prinzipien und festen Regeln“, wie 1799 der baskische Jurist und Folkloreforscher Antonio de Iza Zamácola (1756–1826, genannt „Don Preciso“) im Vorwort einer von ihm herausgebrachten Sammlung volkstümlicher Lieder schrieb, der ansonsten die Flamenco-Aufführungspraxis (wie jedoch auch den Einfluss der italienischen Musik in Spanien und die Oper) als Patriot durchaus kritisch sah.

### Das 19. Jahrhundert

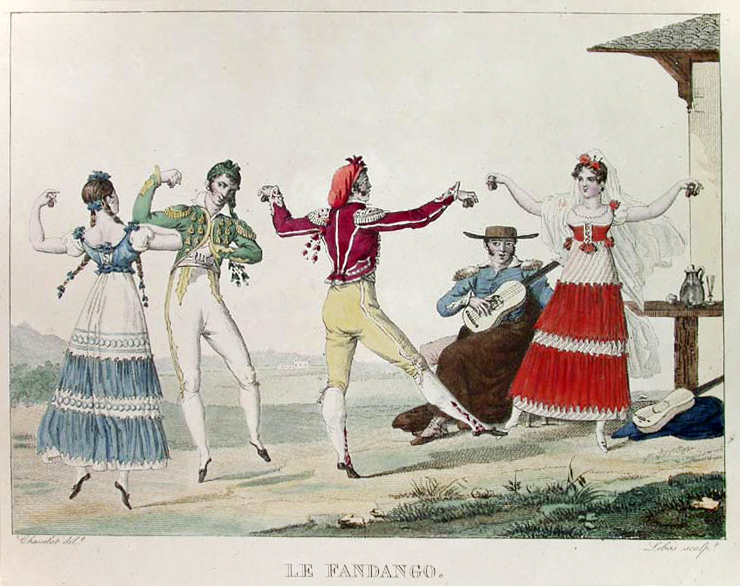
Pierre Chasselat: Fandango, 1810

Gleichwohl behielt der Fandango eine sinnliche Ausstrahlung, wie aus einem Brief des Russen Wassily Botkin von 1845 hervorgeht: „Die andalusischen Tänze werden nicht mit den Füßen, sondern mit dem Körper getanzt. Welcher Zauber liegt in den sinnlichen Biegungen ihrer Taillen! Zum Tanzen braucht es nicht nur eine biegsame Taille (…); für die andalusischen Tänze ist Inspiration und verschwenderische Leidenschaft nötig. (…) Die Melodie des Fandango ist monoton und gleichförmig, sie erstirbt in einem traurigen Seufzer, der Tanz hingegen ist lebhaft und überwältigend.“
Auch seine Popularität setzte sich fort. Der Reverend Frederick Meyrick beschrieb, wie zum Jahresende 1850 eine Gruppe junger Leute am Strand zum Fandango aufspielte und tanzte; es sei ein köstliches Schauspiel gewesen. In seinen Burlesken griff Juan Ignacio González del Castillo den Fandango mehrmals als Thema auf. Wassily Botkin beschrieb Fandango-Tänze in den Straßen von Madrid, Toledo, Triana, Alhama de Granada und Málaga.
Der verführerische Fandango, el fandango saleroso, wie ihn Bretón de los Herreros nannte, wandelte sich jedoch mit der Zeit zu einem reinen Folkloretanz, der sich (als Fandango de Huelva) besonders in Huelva und (als Fandango de Málaga) in den Bergen um Málaga erhalten hat. Andere Richtungen, die einst hochpopulär waren, wie insbesondere der Fandango de Cádiz, sind überraschenderweise in Vergessenheit geraten.
Die Flamenco-Version des Fandango entwickelte sich in Andalusien im letzten Drittel des Jahrhunderts im Ambiente der Cafés cantantes, wo sich die Flamenco-Begeisterten trafen, um Flamenco zu hören. In jener Zeit, in der praktisch alle Gattungen des Flamenco aufblühten, bedienten sich die Sänger des Refrains und der Strophe, um ihrer eigenen Inspiration folgend eine Gesangslinie zu schaffen. So entstand ein reichhaltiger Strauß von Varianten.

### Entwicklung ab 1900
In den 1920er Jahren begann eine Kommerzialisierung des Flamenco in Form der Óperas Flamencas – große Flamenco-Shows in Stierkampfarenen oder anderen großen Veranstaltungsstätten; mit Orchestermusik statt einer kleinen Musikergruppe, Profanierung der Texte zulasten tief empfundener, intellektueller Lyrik in den Strophen. Eingängigere Formen wie Fandango, Alegrías und Bulerías passten besser in diese Unterhaltungsveranstaltungen als die Gesänge der ernsten älteren Palos, der Seguiriya, der Toná oder der Soleá.
Der Fandango, auf den die Künstler jener Zeit durch einen 1926 in Huelva veranstalteten Wettbewerb aufmerksam wurden, wurde zur Hauptattraktion dieser Shows – und degenerierte dadurch, wie manche Anhänger des Flamenco puro urteilten, beispielsweise 1960 Ricardo Molina: „Der Fandango war in zweierlei Hinsicht gräßlich: im Text und in der Musik. (…) Aktuell sind die vulgärsten und dümmsten Texte diejenigen der Fandangos, (…) Gerichtsprozesse, Dolchstöße, Liebesverrat, verlassene Kinder und sämtliche Vorfälle melodramatischer Schauergeschichten.“ Nicht alle teilen diese Meinung. Pedro Camacho schrieb, dass die Popularität des Fandangos keineswegs dessen Dekadenz nach sich gezogen hätte. Die klassischen Gesänge seien rituell erstarrt gewesen; wann immer in der Kunst so etwas geschehe, sei ein Wechsel der Umgebung oder des Themas nötig.
Bekannte Sänger des Fandango waren in jener Zeit Manuel Vallejo und Jesús Personanz, der später infolge des spanischen Bürgerkrieges nach Amerika floh. Dass ein Künstler sowohl „leichtere“ Formen wie den Fandango als auch tief emotionale Gesänge wie die Seguiriya meistern kann, bewies einige Jahre später Juanito Mojama, der in beiden Palos und einigen anderen brillierte. Später glänzten Sänger wie beispielsweise La Niña de La Puebla und Niño de Badajoz im Fandango, wahrten und entwickelten sein künstlerisches Niveau. Als besonders herausragende Künstlerin hebt Ángel Álvarez Caballero La Paquera de Jerez hervor: Ihr Fandango sei von unvergleichlicher Souveränität und Rundheit wie bei keiner anderen Sängerin; „ein nackter Schrei, ohne lindernde Konzessionen“. Als zeitgenössische Sängerin des Fandango hebt Álvarez Caballero Mayte Martín, geboren 1967, hervor.
2010 wurde der Fandango de Huelva als nationales Kulturgut Spaniens eingestuft.
Ein „Lebendes Museum des Fandango“ wurde im Jahr 2011 auf Antrag Brasiliens von der UNESCO in das Register guter Praxisbeispiele des immateriellen Kulturerbes der Menschheit aufgenommen.

## Merkmale
Die zeitgenössischen andalusischen Fandangos, gleich ob folkloristisch oder dem Flamenco zugehörig, haben eine charakteristische harmonische Grundstruktur. Der Liedtext wird in Dur gesungen; im Refrain folgen folgende Dur-Akkorde:
I – IV – I – V – I – IV
Die darauf folgende Dur-Kadenz auf II leitet über zur andalusischen Kadenz.
Während die folkloristischen und klassischen Fandangos dem 3/4-Takt unterliegen, sind die meisten Fandangos im Flamenco an keinen festen Rhythmus gebunden. Die Musiker haben die Freiheit und die Aufgabe, ihrem Empfinden nach eine geeignete rhythmische Interpretation zu finden. Unter den Fandangos a compás, mit festem Rhythmus (3/4- oder 3/8-Takt), ragen die zahlreichen Varianten aus Huelva (Fandangos de Huelva), aus Almería und aus Lucena heraus, ferner die aus Granada (vgl. Granaínas) und aus Málaga sowie die Fandangos verdiales (genannt auch Verdiales und fiestas), die zum traditionellen Verdiales-Fest dargeboten werden. Diejenigen aus Huelva entstanden hauptsächlich unter den Bewohnern der Bergbauregion in der Sierra del Andévalo, wo Gold, Eisen und Kupfer abgebaut wurde.
Die Gesangsstrophen bestehen meist aus vier oder fünf achtsilbigen Versen. Einer oder zwei davon werden wiederholt, um eine sechszeilige melodische Struktur zu bilden. Manche Fandangos, besonders die aus Huelva, pflegen mit einem Wort zu beginnen, das aus dem ersten Vers entnommen ist. So setzen sie den thematischen Kontext für die Strophe. Zwischen den Strophen sind melodische Instrumental-Variationen üblich.

## Rezeption
Unter den vielen im 18. Jahrhundert komponierten Fandangos (etwa 1732 von Santiago de Murcia) sind der Schlusssatz in Luigi Boccherinis Gitarrenquintett Nr. 4 in G-Dur und der Fandango in d-moll von Domenico Scarlatti bekannt. Außerhalb Spaniens diente der Fandango zur Erzeugung von spanischem Kolorit. Ein Beispiel ist Christoph Willibald Gluck mit seinem Fandango im Ballett Don Juan. Wolfgang Amadeus Mozart nahm dessen Thema auf für das Finale im dritten Akt der Oper Le nozze di Figaro. In der zeitgenössischen Musik sind Hans Werner Henze und Cristóbal Halffter zu nennen, die beide den Fandango in d-moll des spanischen Komponisten Antonio Soler verarbeitet haben.
Vom Fandango abgeleitet ist im Flamenco die Form des Fandanguillo, welcher im Gegensatz zum metrisch freien Fandango im Dreivierteltakt steht, auch in andere Musikstile übernommen wurde. So findet sich der Fandanguillo in der Gitarrenmusik der 1920er Jahre als Fandanguillo von Joaquín Turina (op. 36) und bei Federico Moreno Torroba als Allegro-Satz im „tempo di Fandango“ in dessen Suite castellana. Ebenso stammt ein Fandanguillo von Bartolomé Calatayud.
In der Literatur wird der Fandango unter anderem von Casanova erwähnt, der diesen Tanz bei seiner Reise nach Spanien 1767 kennenlernte. Er bezeichnete ihn als den „verführerischsten und wollüstigsten Tanz der Welt“. In Goethes Roman Wilhelm Meisters Lehrjahre tanzt die Figur Mignon ihren kunstvollen „Eiertanz“ zu einem Fandango. Gustave Doré griff das Thema mit der Zeichnung Ambaro tanzt Fandango in seiner Serie Voyage en Espagne auf.
Der Tanz findet auch in der zeitgenössischen Populärmusik Erwähnung. So heißt das vierte Album der Band ZZ Top Fandango!. Weitere Beispiele sind das Lied Fandango der Steve Miller Band und textliche Erwähnungen in A Whiter Shade of Pale von Procol Harum und in Bohemian Rhapsody von Queen.